# Das Traumschiff: Kenia (Nov 1983)
Das Traumschiff: Kenia ist ein deutscher Fernsehfilm von Alfred Vohrer aus dem Jahr 1983. Es ist der achte Film der Reihe Das Traumschiff des Fernsehsenders ZDF.
Der Film steht mit Das Traumschiff: Kenia (Dez 1983), dem zehnten Film der Traumschiff-Reihe aus demselben Jahr, in keinem inhaltlichen Zusammenhang.

## Handlung
Die Handlung besteht aus drei Geschichten, die jeweils einen eigenen Untertitel haben und wie üblich nebeneinander spielen.
Das Kleid
Ellen und Eva warten am Schiff beide auf ihren Partner, mit dem sie die Reise antreten wollen. Ellen wartet auf ihren Ehemann, Eva auf ihren Geliebten, dessen Sekretärin sie ist. Doch beide erscheinen nicht und so lädt Ellen Eva kurzerhand ein, mit ihr zu reisen. Was sie nicht ahnen: Sie sind beide vom selben Mann versetzt worden. Eva lernt auf dem Schiff den Südamerikaner Ricardo kennen, in den sie sich verliebt. Als Herbert schließlich hinzustößt und seine Affäre auffliegt, bemüht er sich um Versöhnung mit seiner Ehefrau Ellen.
Der Simulant
Markus Bödner tritt die Schiffsreise an, um seine Exfreundin Angelika zurückzugewinnen, die die Assistentin des Schiffsarztes Dr. Schröder ist. Frau Mayer hilft ihm, Krankheitssymptome vorzutäuschen, um von ihr behandelt zu werden, doch sie durchschaut ihn. Als er dann einmal wirklich krank ist, weil er sich an Land eine Lebensmittelvergiftung zugezogen hat, glaubt sie ihm nicht und schickt ihn fort, ohne ihn zu untersuchen. Erst als er später zur Dienstzeit von Dr. Schröder wiederkommt, kann dieser ihm helfen.
Kilimandscharo
Renate Solf, eine blinde junge Frau, ist zusammen mit ihrer Begleiterin Gerda an Bord. Sie lernt Robert Dumont kennen, der noch um seine Frau trauert, die vor kurzem verstorben ist. Gemeinsam mit Robert unternimmt Renate an Land einen Ausflug und die beiden kommen sich näher.

## Produktion
Gedreht wurde auf dem Schiff Astor, das zu Beginn aus dem Hamburger Hafen ausläuft, und in Kenia.
Es ist der zweite Film der Reihe mit Heinz Weiss als Kapitän Heinz Hansen.

## Veröffentlichung
Die Erstausstrahlung war am Sonntag, den 13. November 1983 im ZDF.
Früher wurde der Film vorrangig unter den drei Untertiteln der einzelnen Geschichten genannt, weshalb es heute zur Verwechslung mit dem zehnten Teil der Traumschiff-Reihe kommen kann, der ebenfalls Kenia als Ziel hat und ebenfalls aus dem Jahr 1983 stammt.